# Orchestre symphonique kimbanguiste
L'Orchestre symphonique kimbanguiste (ou OSK) est un ensemble orchestral de musique classique basé à Kinshasa en République démocratique du Congo. Unique orchestre d'Afrique centrale pendant de nombreuses années (jusqu'à la création de l'orchestre Kaposoka en Angola), il est entièrement composé de musiciens noirs africains.

## Historique
Les prémices de l'Orchestre symphonique kimbanguiste a été la création en 1985 du Groupe symphonique kimbanguiste (GSK) par les frères Samy et Armand Diangienda Wabasolele, un ancien pilote de ligne, fils de Joseph Diangienda et petit-fils du chef religieux Simon Kimbangu (1887-1951) – fondateur du kimbanguisme, dont il prend le nom en hommage –, ensemble dont le répertoire était uniquement consacré à la musique religieuse.
L'ensemble OSK est formé en 1994 à Kinshasa par Armand Diangienda qui tient alors le rôle de violoncelliste et deviendra le chef d'orchestre en 2012. Il donne son concert inaugural le 3 décembre 1994 sous la direction de Philippe Nkanza, alors directeur du Conservatoire national congolais de musique et d'arts dramatiques (CNMAD). Formé dans le contexte de la première guerre civile congolaise, l'orchestre est composé d'une douzaine de musiciens classiques amateurs et autodidactes à ses débuts, puis croît à deux cents instrumentistes et choristes en quelques années et se consacre au répertoire de la musique classique occidentale. Il est placé sous la direction artistique d'Albert Nlandu Matubanza. De 2004 à 2010, l'OSK reçoit l'aide de Philippe Pascot pour des stages de formation.
L'ensemble reçoit une attention internationale avec le documentaire allemand Kinshasa Symphony (2010) de Martin Baer et Claus Wischmann. En 2012, l'orchestre se produit pour la première fois à l'étranger lors d'une Conférence TED en Californie puis à Monaco (en 2013 et 2017 dans le cadre du Printemps des arts de Monte-Carlo), et enfin avec le chanteur et musicien britannique Peter Gabriel pour une soirée de gala avec levée de fonds. L'OSK reçoit régulièrement des chefs invités : Mathilde Cardon, Manuel Tato (2004), Gerno Muller (2004), Jérôme Hillaire (2007-2008), Joseph Hebert (2011), Marc Korovicth (2012), Julien Vanhoutte (2012), Sofi Jeannin (2014).
En 2013, Armand Diangienda devient membre de la Royal Philharmonic Society.
L’orchestre apparait dans le film Félicité réalisé par Alain Gomis et sorti en 2017.

## Collaborations et moments marquants
L'OSK a également été invité au festival Printemps des Arts de Monte-Carlo, où il s'est produit à Monaco le 6 avril 2013. Malgré l'absence de subventions et des conditions matérielles précaires, l'orchestre a réussi à se produire sur des scènes prestigieuses. À cette occasion, S.A.R. la Princesse de Hanovre a offert à l'orchestre une harpe, un instrument qu'il ne pouvait se permettre d'acheter.
Touchés par la détermination des musiciens, les membres de l’Orchestre Philharmonique de Monte-Carlo ont organisé un dîner en leur honneur et ont établi des contacts pour un soutien futur. L’OSK a ensuite donné un concert à Kinshasa le 7 juin 2013, en présence de la Princesse de Hanovre et du directeur du festival, M. Monnet.
Le partenariat avec les institutions monégasques s'est poursuivi avec la Rainier III Academy of Music, qui a accueilli les fondateurs de l’orchestre pour une formation en 2014 et 2015. Le 1er avril 2017, une étape importante a été franchie avec un concert de Beethoven au Rainier III Auditorium, réunissant l’OSK et l’Orchestre Philharmonique de Monte-Carlo.
En 2019, le Printemps des Arts de Monte-Carlo a lancé une campagne de financement participatif pour soutenir l'OSK, permettant la formation de nouveaux musiciens, l'achat d'instruments et l'amélioration de la maintenance des équipements grâce à l'envoi d'un technicien de l’Académie Prince Rainier III à Kinshasa.
L’OSK a collaboré avec plusieurs musiciens de renom, dont le guitariste classique espagnol Rafael Serrallet. Le 26 novembre 2022, l’orchestre a marqué l’histoire en devenant le premier orchestre africain à interpréter le célèbre Concierto de Aranjuez de Joaquín Rodrigo, un événement qui témoigne de son rayonnement croissant sur la scène classique mondiale.

## Répertoire
Le répertoire de l'Orchestre symphonique kimbanguiste est consacré à la musique symphonique et chorale pour grands ensembles telle que la Neuvième symphonie de Beethoven, les Carmina Burana de Carl Orff, et les Sieben Magnificat-Antiphonen d'Arvo Pärt. 
L'orchestre interprète également des compositions de Wolfgang Amadeus Mozart, notamment la Missa solemnis en ut mineur «Waisenhausmesse » K 139, ainsi que L'Arlésienne de Georges Bizet. Son répertoire inclut aussi des fragments de zarzuelas et de musique espagnole, témoignant de son ouverture aux traditions musicales européennes. De plus, l’OSK met en valeur des compositeurs africains tels que Armand Diangienda Wabasolele (1964) et Héritier Mayimbi Mbuangi (1983), enrichissant ainsi son programme avec des œuvres issues du patrimoine musical du continent.

### Vidéographie
- Kinshasa Symphony (2010), film documentaire de Martin Baer et Claus Wischmann.
- Joy in the Congo (2012), documentaire pour 60 Minutes d'Adrian Taylor – Peabody Award 2013.
- Félicité (2017), film d'Alain Gomis